# Éclans-Nenon
Éclans-Nenon – miejscowość i gmina we Francji, w regionie Burgundia-Franche-Comté, w departamencie Jura.
Według danych na rok 1990 gminę zamieszkiwało 329 osób, a gęstość zaludnienia wynosiła 13 osób/km² (wśród 1786 gmin Franche-Comté Éclans-Nenon plasuje się na 431. miejscu pod względem liczby ludności, natomiast pod względem powierzchni na miejscu 60.).